# Metropolia Chicago

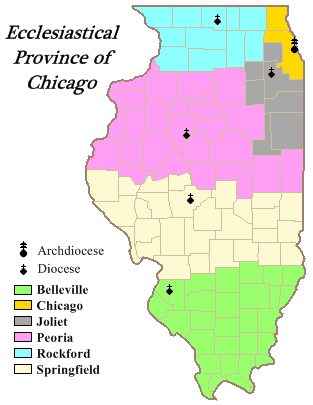
Metropolia Chicago

Metropolia Chicago – metropolia Kościoła rzymskokatolickiego obejmująca w całości stan Illinois w Stanach Zjednoczonych.
Katedrą metropolitarną jest Katedra Najświętszego Imienia Jezus w Chicago.

## Podział administracyjny
Metropolia częścią regionu VII (IL, IN, WI)
- Archidiecezja Chicago
- Diecezja Belleville
- Diecezja Joliet w Illinois
- Diecezja Peoria
- Diecezja Rockford
- Diecezja Springfield w Illinois

## Metropolici
- Patrick Feehan (1880–1902)
- James Edward Quigley (1903–1915)
- Kardynał George Mundelein (1915–1939)
- Kardynał Samuel Stritch (1939–1958)
- Kardynał Albert Meyer (1958–1965)
- Kardynał John Cody (1965–1982)
- Kardynał Joseph Bernardin (1982–1996)
- Kardynał Francis George, OMI (1997–2014)
- Kardynał Blase Cupich (od 2014)